# Heringen/Helme
Heringen/Helme település Németországban, azon belül Türingiában. Lakosainak száma 4582 fő (2023. december 31.).

## Népesség
A település népességének változása:
| Lakosok száma | 4936 | 4787 | 4737 | 4698 | 4659 | 4582 |
|               | 2013 | 2017 | 2019 | 2021 | 2022 | 2023 |